# Mutnowski
Mutnowski (russisch Мутновский; auch Mutnowskaja Sopka, Мутновская сопка) ist ein Vulkan, der sich im südlichen Teil der russischen Halbinsel Kamtschatka befindet. Er zählt zu den aktivsten Vulkanen auf Kamtschatka. Nur durch ein Tal getrennt vom Mutnowski ist der aktive Vulkan Gorely.

## Geologie
Der Vulkan Mutnowski ist durch vier sich vereinigende Schichtvulkane gekennzeichnet. Die jüngste Vulkankegel Mutnowski IV entstand im frühen Holozän. Die Vulkanaktivität im Holozän war geprägt durch mittelschwere phreatomagmatische Eruptionen. Der Krater des Mutnowski hat einen Durchmesser von bis zu 2 km und ist teilweise vergletschert. In seinem Inneren und an den Außenhängen befinden sich zahlreiche Fumarolen und einige kleinere Geysire, weshalb das Gebiet auch als Kleines Tal der Geysire (russisch Малая долина гейзеров, in Anlehnung an das weiter nördlich gelegene Tal der Geysire) bezeichnet wird.

## Geothermie-Kraftwerk
Am Fuße des Vulkans, rund 1000 m über dem Meeresspiegel, befindet sich das gleichnamige Geothermie-Kraftwerk Mutnowski, das aus zwei Energieblöcken besteht, die je eine Leistung von 25 Megawatt liefern. Insgesamt bezieht das Mutnowski-Kraftwerk heißes Wasser aus 17 Bohrlöchern. Das „verbrauchte“ kalte Wasser wird über sechs Löcher in die Erde zurückgepumpt, sodass es erneut durch die Hitze des Schichtvulkans erhitzt werden kann. Das Kraftwerk liefert knapp 30 Prozent des Stroms für Kamtschatka und stellt somit einen wichtigen Pfeiler in der Energieversorgung Kamtschatkas dar, da die Energiepreise durch die hohen Transportkosten 50 bis 100 % über dem russischen Durchschnitt liegen.

## „Volcano Dive“
Der russische Extremsportler und frühere Skysurfing-„Weltmeister“ Waleri Wladimirowitsch Rosow sprang am 18. April 2009 mit einem Wingsuit-Anzug über dem aktiven Vulkan aus einem Hubschrauber und landete auf einer Eisfläche im Krater.